# Убишув
Убишув (пол. Ubyszów) — село в Польщі, у гміні Бліжин Скаржиського повіту Свентокшиського воєводства.
Населення — 390 осіб (2011).
У 1975-1998 роках село належало до Келецького воєводства.

## Демографія
Демографічна структура на день 31 березня 2011 року:
|          | Загалом | Допрацездатний вік | Працездатний вік | Постпрацездатний вік |
| -------- | ------- | ------------------ | ---------------- | -------------------- |
| Чоловіки | 188     | 43                 | 115              | 30                   |
| Жінки    | 202     | 35                 | 103              | 64                   |
| Разом    | 390     | 78                 | 218              | 94                   |